# Miguel de Carvajal Mendieta
Miguel de Carvajal y Mendieta (La Carolina (provincia de Jaén) - Sevilla) fue un político español del siglo XIX que desempeñó el cargo de alcalde de Sevilla en los periodos 1845-1846 y 1856-1858. Durante su mandato se realizó el primer tramo de ferrocarril al puerto de Sevilla y se organizaron fiestas en la ciudad con motivo del nacimiento del príncipe Alfonso. En el año 1875 le fue concedido el título de Conde de Cazal por el rey Alfonso XII.

Fue además presidente de la Diputación de Sevilla, presidente de la Real Academia de Bellas Artes de Santa Isabel de Hungría entre 1861 y 1882, vocal de la comisión de monumentos históricos y artísticos y uno de los redactores del documento Reconocimiento practicado en las ruinas de la antigua Itálica de orden del señor Gobernador de la provincia. Desde el año 1882 una calle de Sevilla próxima al Museo de Bellas Artes lleva su nombre.